# 王光权
王光权（1949年—），中国北京人。曾在少北国大武术队学习武术，1970年代末進入影视圈。在电影《少林寺》中饰演李世民、《燕子李三》中饰演燕子李三、《红楼梦》中饰演贾琏。1980年代末开始学习藏传佛教，1990年代退出影壇。学藏密时，取法名仁钦贡嘎。现为西藏“大乐空行”瑜伽始悟者，藏传佛教瑜伽行者。